# Apelmocreagris thoracica
Apelmocreagris thoracica är en tvåvingeart som först beskrevs av Macquart 1838.  Apelmocreagris thoracica ingår i släktet Apelmocreagris och familjen sorgmyggor. Inga underarter finns listade i Catalogue of Life.